# Orange Peel
Orange Peel (né en 1919 et mort en 1940) est un étalon de race Pur-sang, dont l'influence est très significative sur les lignées de chevaux de sport actuelles, en particulier celles du saut d'obstacles. 

## Origines
Orange Peel est un descendant direct de trois étalons fondateurs Pur-sang, Eclipse, Matchem et Herod.

## Descendance et hommages
Orange Peel engendre 19 mâles entre 1924 et 1940, alors qu'il est stationné au haras national de Saint-Lô. Ses descendants sont parmi les plus prestigieux chevaux de saut, 26 chevaux du top 100 de l'année 1990 étant ses descendants. Orange Peel est notamment le père de The Last Orange, et par lui le grand-père de Jus de Pomme, Plein d'Espoirs, et d'Ibrahim, cheval Anglo-normand lui-même père de Quastor et d'Almé. 
Il est l'un des étalons Pur-sang qui ont apporté de la renommée à la Normandie.